# De Molens die juichen en weenen
De Molens die juichen en weenen (L'Âme des moulins) est un film muet néerlandais réalisé par Alfred Machin et sorti en 1912.

## Distribution
- Maurice Mathieu y interprète le rôle de l'enfant ;
- Germaine Dury ;
- Germaine Lecuyer ;
- Jacques Vandenne.